# Малое Давыдовское (Ярославская область)
Ма́лое Давы́довское — деревня в Волжском сельском округе Волжского сельского поселения Рыбинского района Ярославской области .
Деревня расположена на юго-восток от города Рыбинск, на левом берегу небольшого ручья, безымянного левого притока реки Уткашь. Ручей этот течёт в северо-западном направлении. Примерно в 1 км ниже по течению на том же берегу ручья стоит село Аксёново. Малое Давыдовское расположено между берегом ручья и железной дорогой Рыбинск-Ярославль. По западной окраине деревни проходит просёлочная дорога от деревни Карповское на Аксёново .
На 1 января 2007 года в деревне числилось 2 постоянных жителя . Почтовое отделение Ермаково—Первое  обслуживает в деревне Малое Давыдовское 15 домов .